# Tanyproctus novicius
Tanyproctus novicius är en skalbaggsart som beskrevs av Edmund Reitter 1902. Tanyproctus novicius ingår i släktet Tanyproctus och familjen Melolonthidae. Inga underarter finns listade i Catalogue of Life.